# Henry Beresford Dennitts Willcox
Sir Henry Beresford Dennitts Willcox, britanski general, * 1889, † 1968.